# 林任鴻
林任鴻（1993年12月18日—）是臺灣男子籃球運動員，場上主打小前鋒位置，現效力於台灣職業籃球大聯盟新北中信特攻。

## 生平
弟弟林秉聖同是籃球運動員。林任鴻畢業於南山高中、國立臺灣師範大學，擁有U16亞青賽國手資歷，2015年9月在超級籃球聯賽新人選秀會第一輪獲得璞園建築青睞，也因此與大學時期的教練陳子威成為隊友，效力璞園建築三個賽季分別出賽了21場、17場、3場，2018年5月轉戰臺灣銀行，2020年夏天加盟高雄九太科技。第十八季超級籃球聯賽結束後，林任鴻與其他高雄九太科技主力球員被轉移至T1聯盟高雄全家海神，2022年7月與高雄全家海神完成續約，2023年2月遭逢十字韌帶受傷，2022–23賽季預估因此報銷，該賽季留下場均出賽近23分鐘，可挹注7.2分、2.3籃板、1.7助攻。5月3日，在四強賽第二戰復出。
2025年7月22日，高雄全家海神將林任鴻交易至新北中信特攻，換回施晉堯。

## 外部連結
- 林任鴻的Instagram帳戶
- 林任鴻在fiba.basketball（英语）
- 林任鴻在fiba.basketball（英语）
- 林任鴻在archive.fiba.com（存檔）（英语）
- 林任鴻在台灣職業籃球大聯盟官網
- 林任鴻在Eurobasket.com（球員）（英语）
- 林任鴻在RealGM（球員）（英语）
- 林任鴻在Flashscore（英语）